# Jan Stachura
Jan Stachura (nascido em 24 de setembro de 1948) é um ex-ciclista polonês. Venceu a edição de 1970 da Volta à Polônia.